# Speocropia randa
Speocropia randa är en fjärilsart som beskrevs av William Schaus 1906. Speocropia randa ingår i släktet Speocropia och familjen nattflyn. Inga underarter finns listade i Catalogue of Life.